# Dunst
Dunst är ett efternamn. Det fanns år 2007 7 personer som hade Dunst som efternamn i Sverige.